# Virtuelles Fahren
Virtuelles Fahren bezeichnet die Simulation von Fahrerlebnissen in einer computergenerierten, virtuellen Umgebung. Dabei werden reale Fahrvorgänge möglichst realitätsnah nachgebildet, um verschiedene Reaktionen des Fahrens aufzunehmen, zu analysieren und Verbesserungsmöglichkeiten zu schaffen. Das virtuelle Fahren findet großen Nutzen in der Fahrausbildung, der Fahrzeugentwicklung und der Verkehrsforschung.

## Definition und Abgrenzung
Unter virtuellem Fahren versteht man die Nachbildung von Fahrerlebnissen mithilfe von digitalen Technologien, bei denen der Fahrer in einer simulierten Umgebung handelt, ohne sich auf einer realen Straße zu befinden. Diese Simulation kann von hochkomplexen Fahrsimulatoren mit Bewegungssitzen und Virtual-Reality-Brillen aus projektiert werden. Virtuelles Fahren unterscheidet sich vom autonomen Fahren. Dabei handelt es sich um eine reelle Unterstützung in Fahrzeugen des Straßenverkehrs. Der Begriff überschneidet sich teilweise mit „Fahrsimulator“, der meist das technische System bezeichnet, welches das virtuelle Fahren ermöglicht. Virtuelles Fahren kann auch als Teilbereich der virtuellen Realität (VR) betrachtet werden, da VR-Technologien zunehmend für immersive Fahrumgebungen eingesetzt werden.

## Geschichte und Entwicklung
Die Entwicklung des virtuellen Fahrens begann in den 1960er Jahren mit den ersten mechanischen und elektromechanischen Fahrsimulatoren, die vor allem für militärische und professionelle Fahrausbildung genutzt wurden. In den 1980er Jahren und 1990er Jahren führten Fortschritte in der Computertechnik und Grafikdarstellung zu deutlich realistischeren Simulationen. In dieser Zeit entstanden die ersten profitorientierten Fahrsimulatoren für die Verkehrsausbildung.
Mit der Popularität von Virtual Reality und leistungsstarken Grafik-Geräten seit den 2010er Jahren, erlebte das virtuelle Fahren einen enormen Entwicklungszuwachs. Moderne Simulatoren bieten heute hochauflösende 3D-Umgebungen, realistische Fahrzeugphysik und multisensorische Rückmeldungen (z. B. Kraft-Feedback am Lenkrad, Bewegungssitze). Parallel dazu entwickelten sich Rennsimulationen für den privaten Gebrauch zu anspruchsvollen Plattformen mit großer Fangemeinde.

## Technische Grundlagen
Virtuelles Fahren basiert auf der Kombination aus Simulationssoftware, Eingabegeräten und Ausgabetechnologien:
- Simulationssoftware: Rechnet die Fahrzeugdynamik, Verkehrsregeln, Umweltbedingungen und Interaktionen mit anderen Verkehrsteilnehmern in Echtzeit. Dabei kommen physikalische Modelle zum Einsatz, die Kräfte, Beschleunigungen und Fahrverhalten möglichst realistisch abbilden.

- Eingabegeräte: Lenkräder, Pedale, Schalthebel, Joysticks oder sogar Bewegungssensoren erfassen die Steuerbefehle des Nutzers.
- Ausgabegeräte: Monitore, Projektionswände, VR-Brillen oder CAVE-Systeme (Cave Automatic Virtual Environment) erzeugen die visuelle Umgebung. Ergänzt werden diese oft durch Soundanlagen und haptische Feedbacksysteme, die Vibrationen und Kräfte simulieren.
- Bewegungssitze: In professionellen Simulatoren werden hydraulische oder elektromechanische Plattformen eingesetzt, um Fahrzeugbewegungen physisch nachzuempfinden.
- Sensorik und Tracking: Erfassen Kopf- und Körperbewegungen, um die Perspektive in der Simulation dynamisch anzupassen.

## Anwendungsbereiche

### Fahrausbildung und Training
Ausbildungszentren und Fahrschulen benutzen virtuelle Fahrbedingung und Umgebungen, um Fahranfänger auf den Straßenverkehr vorzubereiten. Sie ermöglichen das gefahrlose Üben von schwierigen Verkehrssituationen wie Glatteis, Notbremsungen oder plötzlichen Hindernissen.

### Forschung und Entwicklung
Automobilhersteller und Forschungseinrichtungen nutzen virtuelle Fahrumgebungen um neue Fahrzeugmodelle, Fahrerassistenzsysteme und Verkehrskonzepte zu testen. Virtuelle Testfahrten erlauben es verschiedene Szenarien schnell und kostengünstig zu durchlaufen, bevor Prototypen gebaut werden. Zudem können neue Technologien wie automatisiertes Fahren und Bremsen in der Simulation erprobt werden.

### Produktentwicklung
Im Feld der Produktentwicklung dienen virtuelle Fahrsimulationen dazu, Designentwürfe zu überprüfen, Ergonomie zu testen und Fehler frühzeitig zu erkennen und Lösungsansätze zu entwickeln. Diese Lösungsansätze sind nicht nur technologisch zu nutzen, auch menschliche Fehler können somit minimiert werden. Durch die digitale Abbildung von Fahrzeugen und Straßen können Entwickler verschiedene Varianten durchspielen ohne komplizierte und kostspielige Tests zu durchlaufen. Virtuelles Fahren ist ein wichtiges Werkzeug zur Analyse von Unfallursachen und zur Entwicklung eines sicheren Verkehres.

## Vorteile und Herausforderungen

### Vorteile
(Quellen: S. Eckard, project syntropy, Porsche Newsroom)
- Sicherheit: Gefahrloses Training in risikoreichen Situationen.
- Kostenersparnis: Geringerer Materialverschleiß und niedrigere Betriebskosten im Vergleich zu realen Tests.
- Flexibilität: Szenarien und Umgebungen können schnell angepasst werden.
- Wiederholbarkeit: Szenarien lassen sich beliebig oft wiederholen.
- Datenanalyse: Umfassende Erfassung von Fahrdaten zur Auswertung.

### Nachteile
(Quelle: DLR, Institut für Verkehrssystemtechnik)
- Realitätsnähe: Simulationen können das komplexe Verhalten von Fahrzeugen und Menschen nicht immer vollständig abbilden.
- Technische Anforderungen: Hohe Anforderungen an Hardware- und Software, besonders bei immersive VR-Systemen.
- Reisekrankheit: Einige Nutzer empfinden bei VR-Simulationen Übelkeit und Unwohlsein.
- Kosten: Professionelle Simulatoren sind teuer in Anschaffung und Wartung.
- Übertragbarkeit: Erkenntnisse aus Simulationen müssen sorgfältig auf reale Bedingungen übertragen werden.

## Aktuelle Entwicklung und Trends
Die Einführung von Künstlicher Intelligenz (KI) ermöglicht zunehmend realistische und unterschiedliche Verkehrssimulationen, bei denen computergesteuerte Verkehrsteilnehmer menschliches Verhalten erzeugen. Cloud-basierte Simulationen erlauben es, komplexe Szenarien mit vielen Teilnehmern und großer Reichweite nachzubilden. Fortschritte in VR- und AR Technologien verbessern die Immersion und Interaktivität zwischen Fahrer und Fahrsituation. Zudem werden virtuelle Testfahrten als ergänzende Möglichkeit für die Überprüfung autonomer Fahrzeuge immer wichtiger.